# Mart Saar

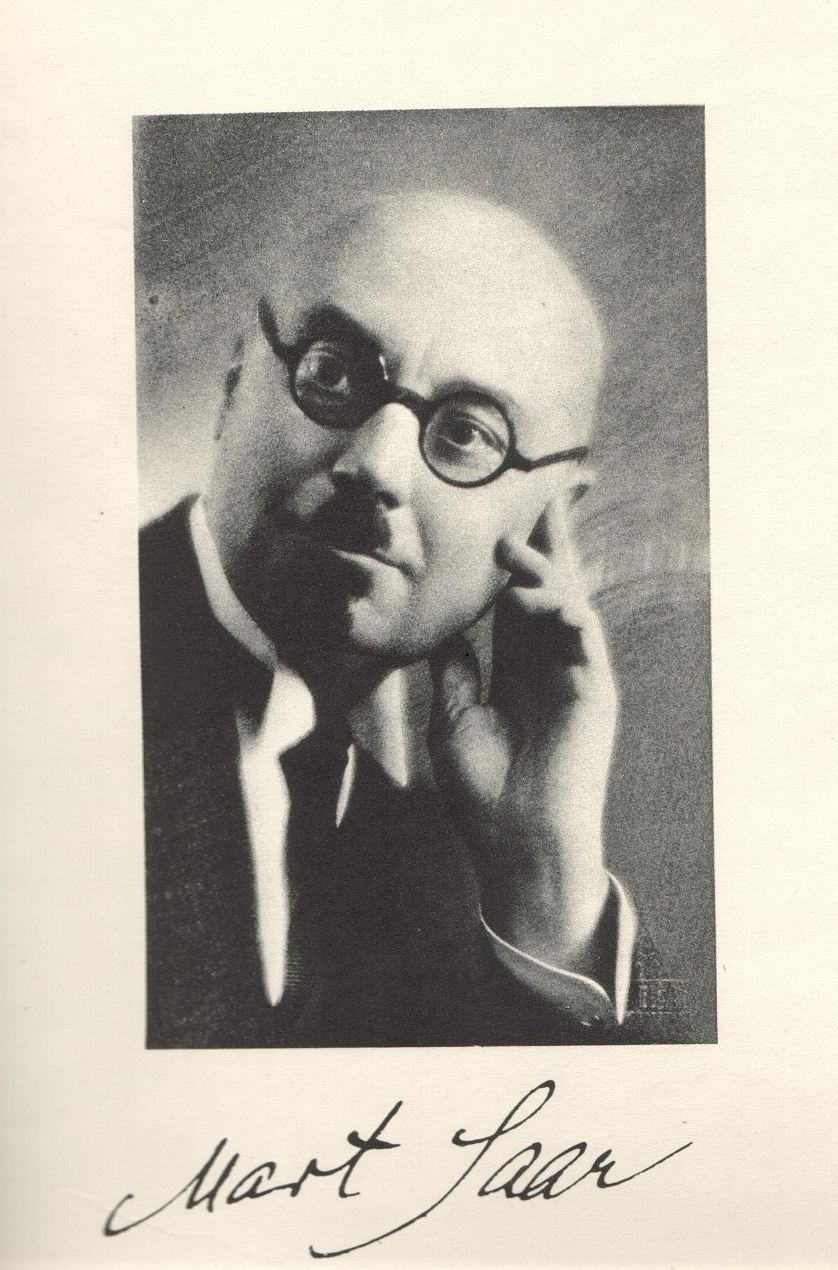
Mart Saar (1932)

Mart Saar (* 28. August 1882 auf dem Hof Hüpassaare, heute Dorf Vihi, Suure-Jaani, Kreis Viljandi, Estland; † 28. Oktober 1963 in Tallinn) war ein estnischer Komponist.

## Leben und Wirken
Mart Saar wurde in die Familie eines Försters geboren. Er besuchte die Grundschule im Dorf Kaansoo, die Kirchspiel-Schule in Suure-Jaani sowie das Gymnasium von Põltsamaa. Im Alter von acht Jahren bekam er die erste Orgel geschenkt. Der Musiklehrer in Suure-Jaani, Joosep Kapp, der Vater des späteren Komponisten Artur Kapp, entdeckte und förderte das Talent des Jungen.
Ab 1901 studierte Saar Orgel bei Louis Homilius am Sankt Petersburger Konservatorium und schloss sein Studium 1908 ab. Bis 1911 absolvierte er ein Post-Graduiertenprogramm für Komposition bei Nikolai Rimski-Korsakow und Anatoli Ljadow.
1911 ließ er sich als Musiklehrer in Tartu nieder und zog im Jahr 1921 als freischaffender Komponist und Organist nach Tallinn. Er war außerdem Herausgeber der Musikzeitschrift Muusikaleht.
Von 1932 bis 1943 lebte und arbeitete Saar in seinem Elternhaus in Hüpassaare. Von 1943 bis 1956 lehrte er als Professor für Komposition am Tallinner Konservatorium. Zu seinen bekanntesten Schülern zählen Ester Mägi, Harri Otsa und Jaan Rääts.

## Werk
Mart Saar war einer der bekanntesten und angesehensten Komponisten seiner Zeit. Seine frühen Jahre sind stark von der Musik des 19. Jahrhunderts geprägt. In späterer Zeit verband er immer mehr zeitgenössische Musik mit Einflüssen aus der traditionellen estnischen Volksmusik. Seine Chorwerke mit estnischen Gedichten (von denen er einige Texte selbst verfasste) gehören heute noch zu den bekanntesten Liedern in Estland.

## Nachwirken
Mart Saars Grab befindet sich auf Friedhof von Suure-Jaani. 1972 wurde in seinem Elternhaus in Hüpassaare ein Museum über sein Schaffen eingerichtet. 1982 schuf die Bildhauerin Aime Kuulbusch (* 1942) ein Denkmal für Mart Saar in Tallinn.

## Werke (Auswahl)
- Werke für gemischten Chor:
  - Põhjavaim
  - Seitse Sammeldunud Sängi
  - Oh Kodumaa
  - Mis Sa Nutad, tammekene?
  - Kõver Kuuseke
  - Mälestus
  - Allik

- Werke für Männerchor
  - Küll ma Laulaks

- Werke für Frauenchor
  - Päikesele

- Lieder
  - Must Lind
  - Lauliku Talveüksindus

- Werke für Klavier
  - 20 Rahvaviisi
  - Eesti Süidid
  - Prelüüd ja Fuuga G-duur
  - Humoresk
  - Skizze